# Cantón de Posavina
El cantón de Posavina (en bosnio Posavski kanton; en croata: Županija Posavska) es uno de los 10 cantones en que se divide la Federación de Bosnia-Herzegovina, en Bosnia y Herzegovina. Se encuentra al norte del país, junto a la frontera con Croacia. El centro del gobierno del cantón es la localidad de Orašje. El cantón de Posavina es el menor de todos, con una extensión de 324.6 km² y una población de 43.453 personas para 2013, en su mayoría croatas.

## Historia
Antes de la guerra en Bosnia y Herzegovina, los municipios actuales de Donji Žabar y Vukosavlje pertenecían a Odžak y Orašje, mientras que el municipio actual de Domaljevac-Šamac pertenecía a Bosanski Šamac. La historia del actual Cantón Posavina comienza el 18 de marzo de 1994, con la firma del Acuerdo de Washington. El Cantón Posavina se constituyó oficialmente el 12 de junio de 1996 como uno de los diez cantones de la Federación de Bosnia y Herzegovina, uno de los 3 de mayoría croata.

## Geografía
El cantón se encuentra cerca de la frontera con Croacia y cerca del río Sava, que forma una frontera natural entre Bosnia y Herzegovina y Croacia. Odžak y Orašje-Domaljevac forman dos exclaves de la Federación de Bosnia y Herzegovina.
Posavina es una región que incluye otras partes de Bosnia y Herzegovina y partes de Croacia. Por ello, este cantón se llama a veces Bosanska Posavina (Posavina bosnia) y es la única parte del norte de Bosnia cercana a la frontera con Croacia que se encuentra en la Federación. El resto del norte de Bosnia, cerca del río Sava y de la frontera, es el distrito de Brčko y la República Srpska. El distrito de Brčko divide a la República Srpska en 2 partes.
La posición del cantón de Posavina, cerca del río Sava, lo convierte en un buen lugar para la agricultura porque es una tierra baja y plana y no hay montañas en la zona. Es así en toda la frontera norte con Croacia, con una gran cantidad de cultivos y agricultura. El río Sava es un río que atraviesa Eslovenia, Croacia, Bosnia y Herzegovina y Serbia. En Bosnia y Herzegovina fluye por la frontera norte y hace de frontera natural entre Bosnia y Herzegovina y Croacia.
Posavina significa literalmente a lo largo de Sava en el idioma bosnio. El río Sava es el mayor río navegable de Bosnia y Herzegovina. Gran parte de los alimentos de Bosnia y Herzegovina y Croacia proceden de esta región, no sólo de la Posavina bosnia, sino del resto de los fértiles campos a lo largo del río Sava

### Organización administrativa
Administrativamente, el cantón de Posavina se divide en 3 municipalidades:

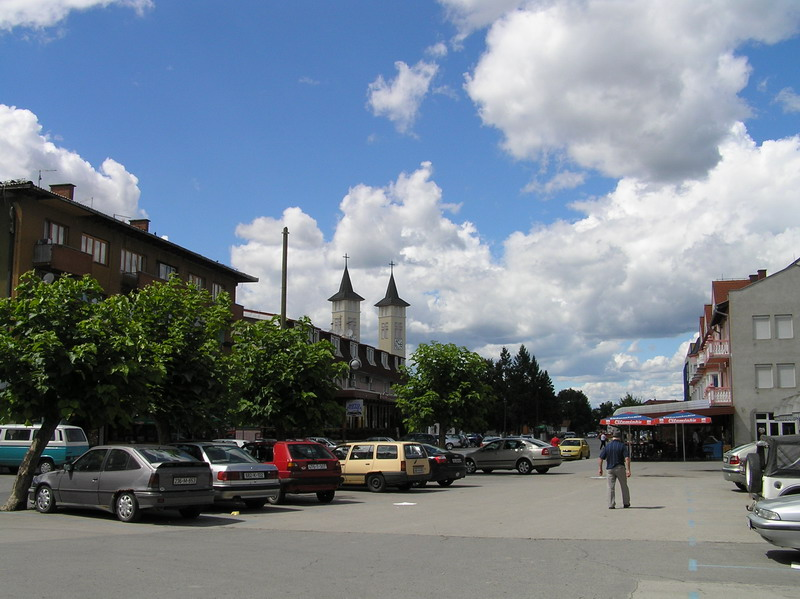
Municipio de Odžak

- Domaljevac.
- Odžak.
- Orašje.

## Política y Gobierno
Según la ley, el cantón de Posavina es uno de los diez cantones de la Federación de Bosnia y Herzegovina, que es una de las dos entidades de Bosnia y Herzegovina.
El Cantón Posavina tiene sus propios poderes legislativo, ejecutivo y judicial. Como cada uno de los cantones de la FBiH, el Cantón Posavina tiene su propia constitución, asamblea, gobierno, símbolos y tiene una serie de competencias exclusivas (policía, educación, uso de recursos naturales, política espacial y habitacional, cultura), mientras que algunas competencias son dividido entre las autoridades federales y cantonales (salud, protección social, transporte). La sede del poder ejecutivo, es decir, la capital del cantón, es Orašje (gobierno del cantón de Posavina), mientras que en Domaljevac es la sede del poder legislativo (Asamblea del cantón de Posavina) y en Odžak es la sede del poder judicial.
Cada cuatro años, los ciudadanos del Cantón Posavina votan en las elecciones generales por un total de 21 diputados en la Asamblea del Cantón Posavina. Sobre la base de las elecciones generales, el actual gobierno de KP está formado por una coalición entre el Partido de Acción Democrática (SDA), la coalición de la Unión Democrática Croata de Bosnia y Herzegovina (HDZ BiH) y el Partido Croata de los Derechos de Bosnia y Herzegovina. (HSP BiH).
A nivel local, los ciudadanos del Cantón de Posavina votan por el gobierno  en tres municipios cada cuatro años en elecciones libres.

## Economía
En el período anterior a la guerra, especialmente en los últimos diez años, el cantón era una de las zonas más ricas de Bosnia y Herzegovina. Es importante en la agricultura (Posavina es el granero más grande de Bosnia y Herzegovina), económicamente (refinería de petróleo en Bosanski Brod y Modriča, muebles, textiles, fábricas de calzado, industria del metal, industria química, etc.), recursos fluviales naturales, bosques , y la región también es conocida por el hecho de que muchas personas realizaban trabajos temporales en el extranjero. El área está orientada hacia Occidente con indicadores convincentes de una integración muy rápida en las tendencias culturales, económicas y de civilización europeas.
Hay un total de cuatro zonas comerciales en el cantón de Posavina: la Zona Empresarial Dusine en Orašje (establecida en 2010), la Zona Norte en Odžak (establecida en 2008) y las Zonas Empresariales Veliko Blato y Malo Blato en Domaljevac-Šamac.
Desde las inundaciones de mayo en Bosnia y Herzegovina en 2014, los tres municipios del cantón de Posavina se han visto afectados, lo que ha causado importantes daños materiales. Sin embargo, con la ayuda de diversos fondos europeos, extranjeros, humanitarios y nacionales, en 2017 se repararon la mayor parte de los daños causados por estas inundaciones

## Cultura
El área de Posavina estuvo habitada mucho antes, desde la prehistoria hasta la actualidad, como lo demuestran varios hallazgos arqueológicos de monedas y otros artefactos. Después del año 1718, cuando hubo paz entre el Imperio Turco y Austria-Hungría, en su mayoría familias católicas de pueblos de montaña fueron desplazadas a través de las llanuras, ya que los propios turcos se establecieron en las colinas y valles. Los croatas de Županja, Babina Greda y Štitar se trasladaron a los pueblos de Kopanice, Vidovice, Tolisa y Domaljevac. En los actuales municipios de Derventa y Bosanski Brod se asentaron personas de origen herzegovino en los años 1735-1782. y una vez más en una oleada menor en 1820, ya que en 1697 aproximadamente 20.000 católicos emigraron de la zona. La mayoría de las personas se trasladaron a los municipios de Modriča, Gradačac, Orašje, Bosanski Šamac y Brčko desde Mostar, Posušje, Uskoplje, Bugojno, Livno, Duvn.

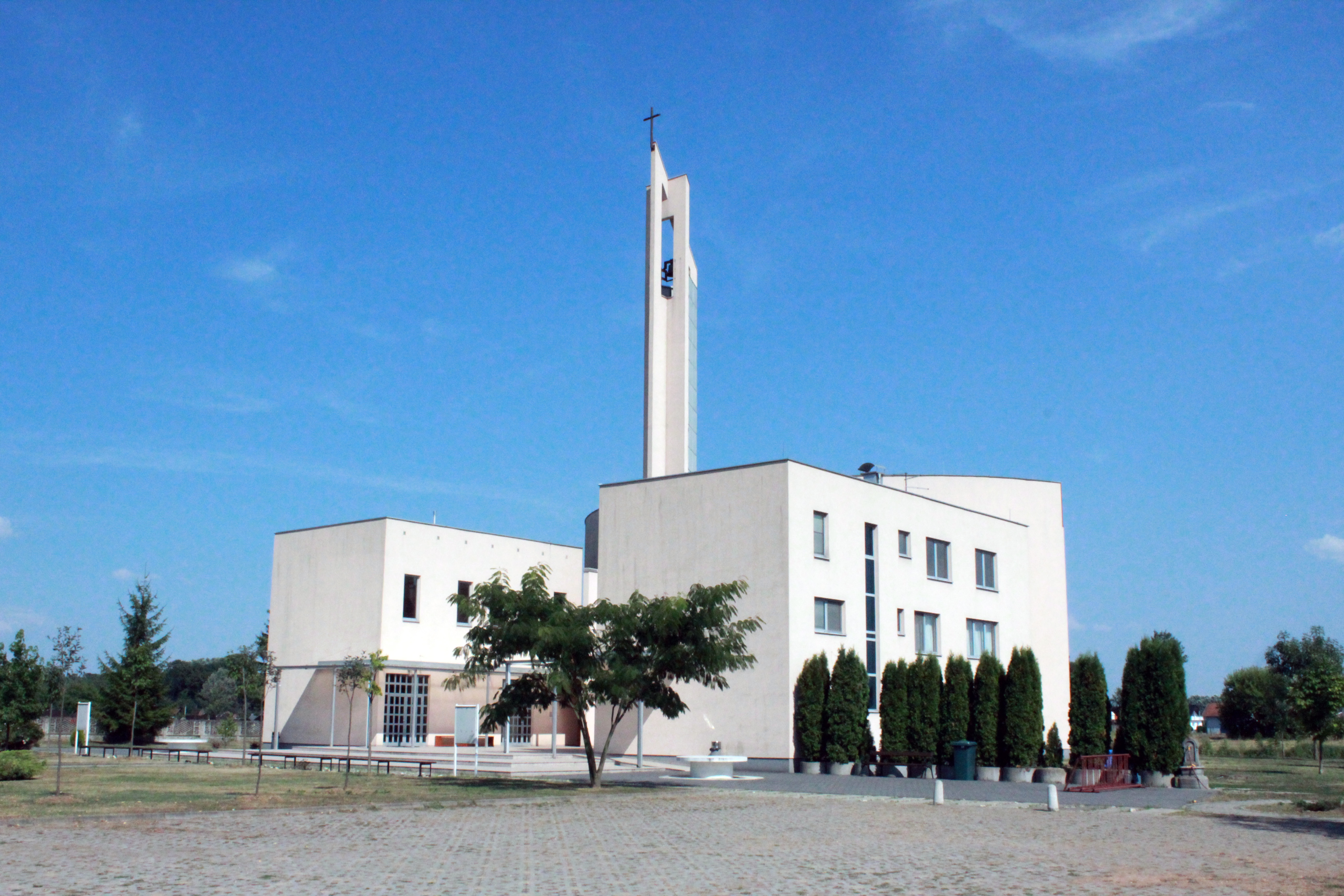
La iglesia de sveti Jakov Marijski en Grebnice

## Religión
La mayoría de su población profesa el cristianismo, siendo la Iglesia Católica la denominación más importante dentro la población con 33.191 habitantes en el Cantón de Posavina (lo que representa más del 77 por ciento de la población). La minoría más significativa no cristiana la constituyen los musulmanes (8.341 habitantes) existen además otros cristianos como los miembros de la Iglesia ortodoxa serbia (841 habitantes).